# Marcin Słodczyk
Marcin Słodczyk (ur. 3 czerwca 1979 w Katowicach) – polski hokeista.

## Kariera klubowa
- Naprzód Janów (1998-1999)
- GKS Katowice (1999-2004)
- Stoczniowiec Gdańsk (2004-2007)
- Naprzód Janów (2007-2010)
- JKH GKS Jastrzębie (2010-2013)
- HC GKS Katowice (2013-2014)
- Polonia Bytom (2014-2017)
- Naprzód Janów (2017-2019)
- KS Sigma Katowice (2020-)

Do kwietnia 2013 zawodnik JKH GKS Jastrzębie. Od maja 2013 ponownie zawodnik HC GKS Katowice. Od 1 lutego 2014 do 2017 zawodnik Polonii Bytom. Od 2017 do 2020 ponownie był zawodnikiem Naprzodu Janów. W sezonie II ligi edycji 2020/2021 grał w KS Sigma Katowice.
W trakcie kariery zyskał pseudonim Słodki.

## Sukcesy
Klubowe
- Puchar Polski: 2012 z JKH GKS Jastrzębie
- Srebrny medal mistrzostw Polski: 2001, 2002, 2003 z GKS Katowice, 2013 z JKH GKS Jastrzębie
- Brązowy medal mistrzostw Polski: 2017 z Polonią Bytom
- Złoty medal I ligi: 2019 z Naprzodem Janów